# Ryan Sittler
Pour les articles homonymes, voir Sittler.
Ryan Sittler (né le 28 janvier 1974 à London, dans la province de l'Ontario au Canada) est un joueur professionnel canadien de hockey sur glace.

## Carrière de joueur
Choix de première ronde des Flyers de Philadelphie lors du repêchage de la Ligue nationale de hockey de 1992. Il n'atteignit toutefois jamais la LNH. Il joua toute sa carrière dans la Ligue américaine de hockey et dans l'ECHL. Il se retira au terme de la saison 1998-1999.

## Statistiques
| Saison    | Équipe                          | Ligue |    | Saison régulière | Saison régulière | Saison régulière | Saison régulière | Saison régulière |   | Séries éliminatoires | Séries éliminatoires | Séries éliminatoires | Séries éliminatoires | Séries éliminatoires |
| Saison    | Équipe                          | Ligue | PJ | B                | A                | Pts              | Pun              | PJ               | B | A                    | Pts                  | Pun                  |                      |                      |
| 1992-1993 | Wolverines du Michigan          | NCAA  | 35 | 9                | 24               | 33               | 43               | -                | - | -                    | -                    | -                    |                      |                      |
| 1993-1994 | Wolverines du Michigan          | NCAA  | 26 | 9                | 9                | 18               | 14               | -                | - | -                    | -                    | -                    |                      |                      |
| 1994-1995 | Chiefs de Johnstown             | ECHL  | 1  | 1                | 1                | 2                | 0                | -                | - | -                    | -                    | -                    |                      |                      |
| 1994-1995 | Bears de Hershey                | LAH   | 42 | 2                | 7                | 9                | 48               | -                | - | -                    | -                    | -                    |                      |                      |
| 1995-1996 | IceCaps de Raleigh              | ECHL  | 12 | 2                | 8                | 10               | 8                | -                | - | -                    | -                    | -                    |                      |                      |
| 1995-1996 | Mysticks de Mobile              | ECHL  | 21 | 3                | 11               | 14               | 30               | -                | - | -                    | -                    | -                    |                      |                      |
| 1995-1996 | Bears de Hershey                | LAH   | 7  | 0                | 1                | 1                | 6                | -                | - | -                    | -                    | -                    |                      |                      |
| 1995-1996 | Maple Leafs de Saint-Jean       | LAH   | 6  | 1                | 2                | 3                | 18               | 4                | 0 | 0                    | 0                    | 4                    |                      |                      |
| 1996-1997 | Bandits de Baltimore            | LAH   | 66 | 4                | 22               | 26               | 167              | 3                | 1 | 0                    | 1                    | 0                    |                      |                      |
| 1997-1998 | Stingrays de la Caroline du Sud | ECHL  | 44 | 12               | 15               | 27               | 66               | 4                | 0 | 0                    | 0                    | 8                    |                      |                      |
| 1998-1999 | Checkers de Charlotte           | ECHL  | 33 | 3                | 9                | 12               | 112              | -                | - | -                    | -                    | -                    |                      |                      |

## Parenté dans le sport
- Fils du joueur Darryl Sittler.